# Louis Blériot
Louis Charles Joseph Blériot (Cambrai, 1 de julho de 1872 — Paris, 1 de agosto de 1936) foi um aviador, engenheiro e inventor francês. Ele desenvolveu o primeiro farol de automóvel de uso prático e estabeleceu um negócio rentável fabricando-os, usou boa parte do dinheiro para financiar suas tentativas de construir um avião. Em 1909 ele adquiriu fama mundial fazendo a primeira travessia em aeronave mais pesada que o ar do Canal da Mancha. Blériot foi também o primeiro a construir um monoplano de uso prático (autônomo, motorizado e controlável). e fundador de uma bem sucedida empresa de fabricação de aviões.
Como aviador francês, foi talvez o mais popular de todos, pois graças a ele, e sua travessia do canal, ficou demonstrada a utilidade do avião como instrumento militar (e mesmo de transporte de passageiros). Após seu pouso bem sucedido na Inglaterra com o Blériot XI, o avião ganharia o status de uma máquina com o potencial para transformar as relações entre as nações.

## Biografia

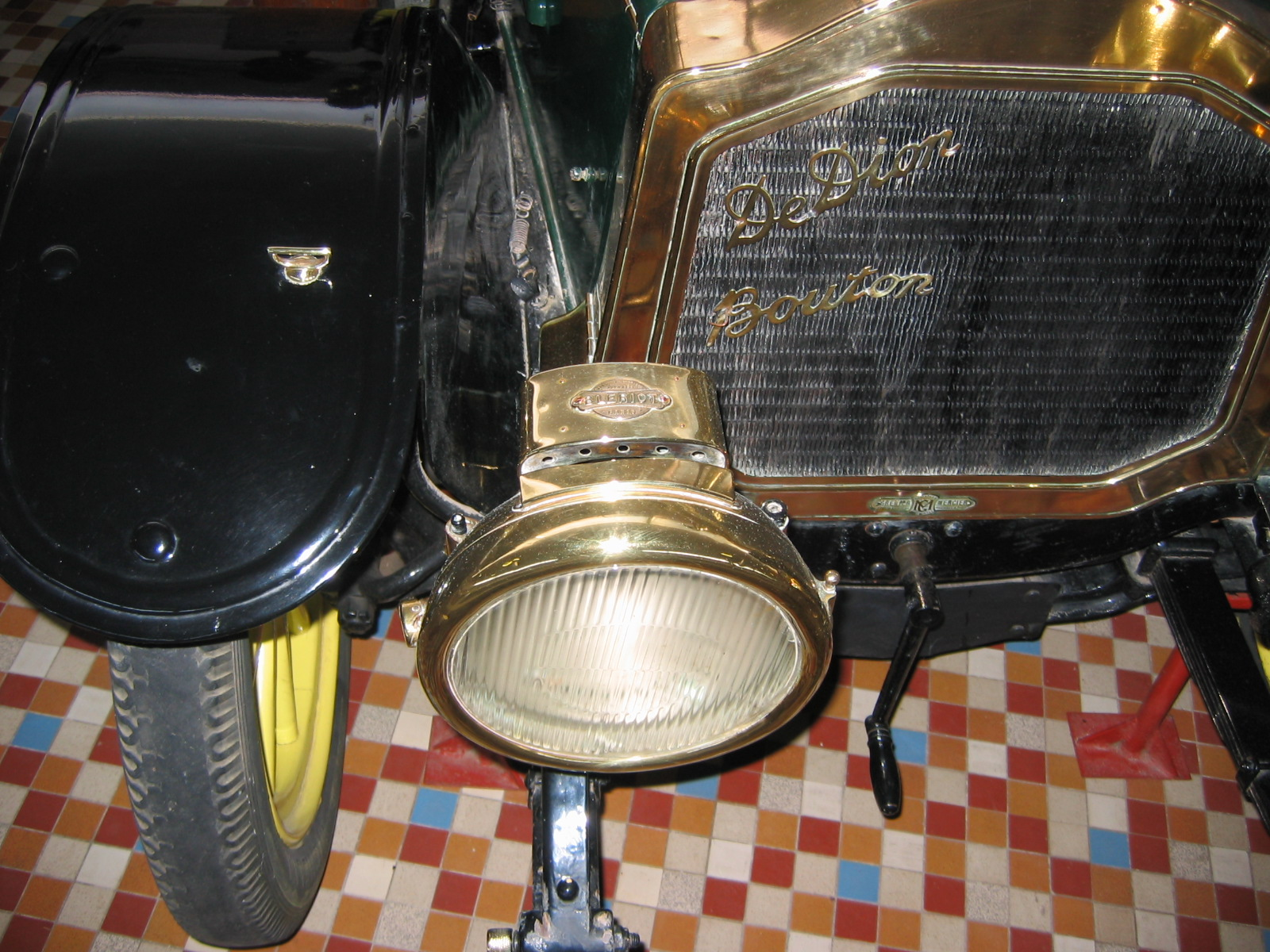
Um dos faróis de Blériot num automóvel da época.

Nascido no No. 17 da Rua l'Arbre à Poires (hoje em dia Rua Sadi-Carnot) em Cambrai, Louis foi o primeiro de cinco irmãos nascidos na família de Clémence e Charles Blériot. Aos 10 anos, Blériot foi enviado ao internato do Institut Notre Dame de Cambrai, onde ganhou vários prêmios inclusive de desenho. Aos 15 anos ele foi fazer a segunda parte do ensino médio em Amiens, onde viveu com uma tia. Depois de passar nos exames de bacharelato em Ciências e em Alemão, ele decidiu tentar entrar na  École Centrale Paris. Depois de um ano de preparação no Collège Sainte-Barbe em Paris, ele conseguiu seu intento, obtendo o 74° lugar entre os 243 candidatos que tiveram sucesso, se destacando nas provas de desenho. Depois de três anos de árduos estudos na École Centrale, Blériot graduou-se em 113° dos 203 de sua turma.
Depois disso, ele entrou no serviço militar obrigatório, servindo durante um ano como sub tenente no 24° Regimento de Artilharia, estacionado em Tarbes nos Pireneus. De volta à vida civil, ele obteve um emprego na Baguès, uma empresa de engenharia elétrica em Paris. Ele deixou a companhia depois de desenvolver o primeiro farol de automóvel prático, usando um pequeno gerador de acetileno. Em 1897, uma loja para exibir esse produto no No 41 da Rua de Richlieu em Paris. O negócio foi bem sucedido e logo ele estava fornecendo seus faróis tanto para a Renault quanto para a Panhard-Levassor, duas das maiores fabricantes de automóveis da época.
Em Outubro de 1900, Blériot estava almoçando no seu restaurante habitual perto de sua loja, quando seus olhos vislumbraram uma jovem almoçando com seus pais. Naquela tarde ele disse à sua mãe: "Eu vi uma jovem hoje. Eu vou me casar com ela, ou não vou me casar com nenhuma outra". Uma gorjeta para um garçom deu a ele os detalhes da identidade da jovem: ela era Alice Védères, filha de um oficial reformado do Exército. Blériot partiu para o namoro com a mesma determinação que o levou mais tarde aos experimentos na aviação, e em 21 de Fevereiro de 1901 os dois se casaram.

## Experimentos iniciais na aviação
Blériot se interessou por aviação ainda na Ecole Centrale, mas os seus experimentos sérios, foram provavelmente incentivados vendo o Avion III de Clément Ader na Exposition Universelle de 1900. Naquela época, o negócio dos faróis estava indo tão bem que permitiu a Blériot dedicar tempo e dinheiro aos seus testes. Seus primeiros experimentos foram com uma série de ornitópteros que não foram bem sucedidos. Em Abril de 1905, Blériot conheceu Gabriel Voisin, então empregado por Ernest Archdeacon para ajudar com seus planadores experimentais.
Em 8 de Junho de 1905, Blériot foi espectador das primeiras tentativas de Voisin com o seu planador anfíbio. Cinematografia era um dos interesses de Blériot, e o registro filmográfico desse voo foi feito por ele. O sucesso dessas tentativas o levaram a encomendar uma máquina similar à Voisin, o planador Blériot II. Uma tentativa de voo nesse planador em 18 de Julho, terminou em queda, na qual Voisin quase se afogou, mas isso não deteve Blériot. Na verdade, ele sugeriu que Voisin deveria deixar o trabalho para Archdeacon e estabelecer uma parceria com ele (Blériot). Voisin aceitou a proposta, e os dois criaram a Ateliers d' Aviation Edouard Surcouf, Blériot et Voisin. Ativa entre 1905 e 1906, a companhia construiu duas aeronaves motorizadas que não obtiveram sucesso, o Blériot III e o Blériot IV, este último praticamente uma reconstrução do anterior. Ambos utilizavam motores leves da Antoinette, desenvolvidos por Léon Levavasseur. Blériot tornou-se acionista da empresa e em Maio de 1906, passou a fazer parte da diretoria.

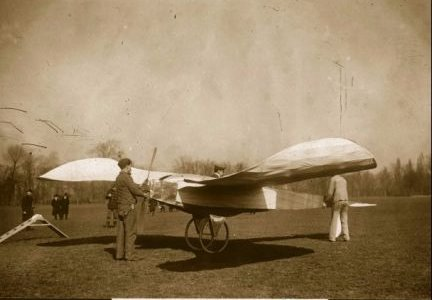
O monoplano Blériot V de configuração canard, construído em Janeiro de 1907.

O Blériot IV sofreu danos enquanto taxiava em Bagatelle em 12 de Novembro de 1906. O desapontamento com a falha do seu avião foi acentuado pelo sucesso de Santos Dumont, que mais tarde naquele dia voou no seu 14-bis por 220 m, ganhando o prêmio do Aéro Club de France para o primeiro voo de mais de 100 metros, fato esse testemunhado por Blériot. A parceria com Voisin foi desfeita e Blériot criou sua própria empresa, a Recherches Aéronautiques Louis Blériot, onde ele começou a criar suas próprias aeronaves, fazer experiências com várias configurações e eventualmente criando o primeiro monoplano motorizado bem sucedido.
O primeiro desses aviões, o Blériot V em configuração canard, fez seu primeiro voo em 21 de Março de 1907, quando Blériot limitou seus testes à corridas no solo, que resultaram em danos no trem de aterrissagem. Dois testes posteriores também no solo, causaram mais danos. Eles foram seguidos por uma nova tentativa em 5 de Abril quando voou por cerca de 6 metros, cortou o motor e pousou, causando pequenos danos ao trem de pouso. Mais tentativas foram feitas, sendo a última em 19 de Abril, atingindo cerca de 50 km/h, a aeronave decolou, mas Blériot usou os controles de forma exagerada quando o nariz começou a se erguer, e a máquina caiu de nariz, e capotou. A aeronave foi praticamente destruída, mas Blériot não se machucou.
Ele foi seguido pelo Blériot VI, um modelo com asas em tandem, testado pela primeira vez em 7 de Julho, quando não conseguiu decolar. Blériot aumentou um pouco a largura das asas, e em 11 de Julho conseguiu um voo curto de 25 a 30 metros e 2 m de altura. Esse foi o primeiro voo realmente bem sucedido de Blériot. Outros voos bem sucedidos foram obtidos naquele mês, e em 25 de Julho ele conseguiu um voo de 150 m. Em 6 de Agosto, ele conseguiu atingir uma altitude de 12 m, mas uma das lâminas da hélice se soltou, resultando num pouso forçado que danificou a aeronave. Depois disso, ele colocou um motor V-16 de 50 hp da Antoinette. Testes em 17 de Setembro mostraram melhoria na performance: a aeronave chegou rapidamente a uma altitude de 15 m, quando o motor cortou repentinamente e o avião entrou em parafuso de nariz. desesperado, Blériot pulou de seu assento e se jogou em direção à cauda. A aeronave saiu parcialmente do mergulho, e veio ao chão numa posição quase horizontal. Os ferimentos em Blériot limitaram-se a alguns cortes no rosto causados por fragmentos de vidro dos seus óculos de proteção quebrados. Depois dessa queda, Blériot abandonou o modelo e se concentrou no seu sucessor.
Este, o Blériot VII, era um monoplano com todas as superfícies distribuídas no que viria a se tornar, exceto o uso de movimentos do profundor para controle lateral, o layout moderno de aviões convencionais. Esse avião, cujo primeiro voo ocorreu em 16 de Novembro de 1907, foi reconhecido como o primeiro monoplano bem sucedido. Em 6 de Dezembro, Blériot conseguiu dois voos de mais de 500 m, incluindo uma curva em "U". Essa foi a conquista mais impressionante, até aquela data, de qualquer dos pioneiros franceses da aviação, levando Patrick Alexander a escrever ao major Baden Baden-Powell, presidente da Royal Aeronautical Society, relatando: "Eu retornei de Paris noite passada. Eu penso que Blériot com sua nova máquina está abrindo o caminho". Mais dois voos bem sucedidos foram efetuados em 18 de Dezembro, mas o trem de pouso se despedaçou depois do segundo voo, o avião capotou e foi destruído. O próximo avião de Blériot, o Blériot VIII foi exibido à imprensa em Fevereiro de 1908. A primeira tentativa de voo, resultou em falha, mas depois de algumas modificações, o sucesso foi obtido, e em 31 de Outubro de 1908, ele foi bem sucedido num voo cruzando o país entre Toury e Arteny e de volta a Toury, com a distância total de 28 km. Este não foi o primeiro voo cruzando o país, por uma pequena margem, pois no dia anterior, Henri Farman voou entre Bouy e Rheims. Quatro dias depois, o avião de Blériot foi destruído num acidente enquanto taxiava.

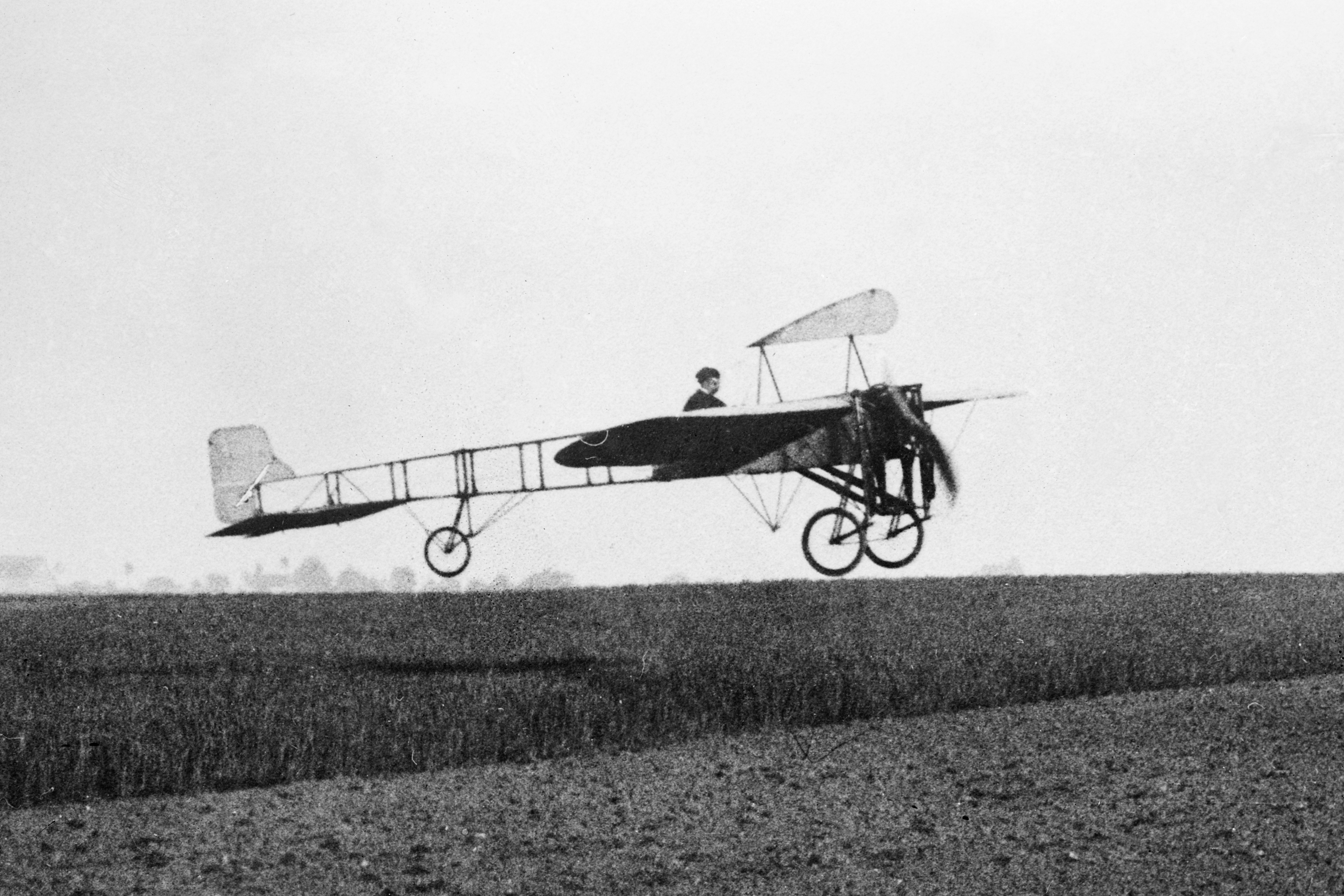
O primeiro Blériot XI, início de 1909.

Três diferentes modelos foram exibidos  no primeiro Paris Aero Salon, no final de Dezembro: o Blériot IX monoplano,  o Blériot X, biplano de três lugares e o Blériot XI. Os dois primeiros, que usavam motores Antoinette, nunca voaram, provavelmente devido ao fato de Blériot ter "esfriado" sua relação com a Antoinette, que aquela altura, começou a fabricar aviões além dos motores, causando um conflito de interesses. O Tipo XI, inicialmente, usava um motor REP, voou pela primeira vez em 18 de Janeiro de 1909, mas apesar do avião se comportar bem, depois de pouco tempo no ar, o motor começou a super aquecer, levando Blériot a entrar em contato com Alessandro Anzani, que desenvolveu um motor para motocicletas bem sucedido e em seguida entrou no mercado de motores aeronáuticos. Tão importante quanto isso, foi o fato de Anzani ser associado à Lucien Chauviere, que desenhou uma sofisticada hélice laminada em imbuia. A combinação de um motor confiável e uma hélice eficiente, contribuiu muito para o sucesso do Tipo XI.
Esse modelo foi logo seguido pelo Blériot XII, um monoplano de asa alta de dois lugares que voou pela primeira vez em 21 de Maio, e por algum tempo, Blériot concentrou seus esforços nesse modelo, voando com um passageiro em 2 de Julho, e em 12 de Julho, realizando o primeiro voo com dois passageiros do Mundo, sendo um deles, Santos Dumont. Alguns dias depois, o virabrequim do motor E.N.V. quebrou, e Blériot retornou aos testes com o Tipo XI. Em 25 de Junho, ele fez um voo durando 15 minutos e 30 segundos, o seu mais longo até aquela data, e no dia seguinte quebrou seu recorde pessoal para mais de 36 minutos. No final de Julho, ele participou do encontro de aviação de Douai, onde voou por 47 minutos com o Tipo XII. No dia seguinte, 3 de Julho, ele voou no Tipo XI por 50 minutos num outro encontro em Juvisy, e em 13 de Julho, ele fez um voo de 41 km cruzando o país de Etampes à Orléans. A determinação de Blériot fica clara pelo fato de que durante o voo à Douai em 2 de Julho, o isolamento de asbesto se soltou do tubo de exaustão do motor depois de 15 minutos de voo. Depois de meia hora, um de seus sapatos estava sendo queimado e ele sentia fortes dores, mas apesar disso, ele prosseguiu com o voo até que uma falha no motor interrompesse o voo. Blériot sofreu queimaduras de terceiro grau, e esse ferimento levou dois meses para sarar.
Em 16 de Junho de 1909, Blériot e Voisin foram agraciados em conjunto com o Prix Osiris, concedido pelo Institut de France a cada três anos para franceses que tivessem feito a maior contribuição para a ciência no período. Três dias depois, em 19 de Julho, ele informou ao Daily Mail de sua intenção de tentar ganhar o prêmio de mil libras oferecido pelo jornal para uma travessia bem sucedida do Canal da Mancha num avião mais pesado que o ar.

## Travessia do Canal da Mancha

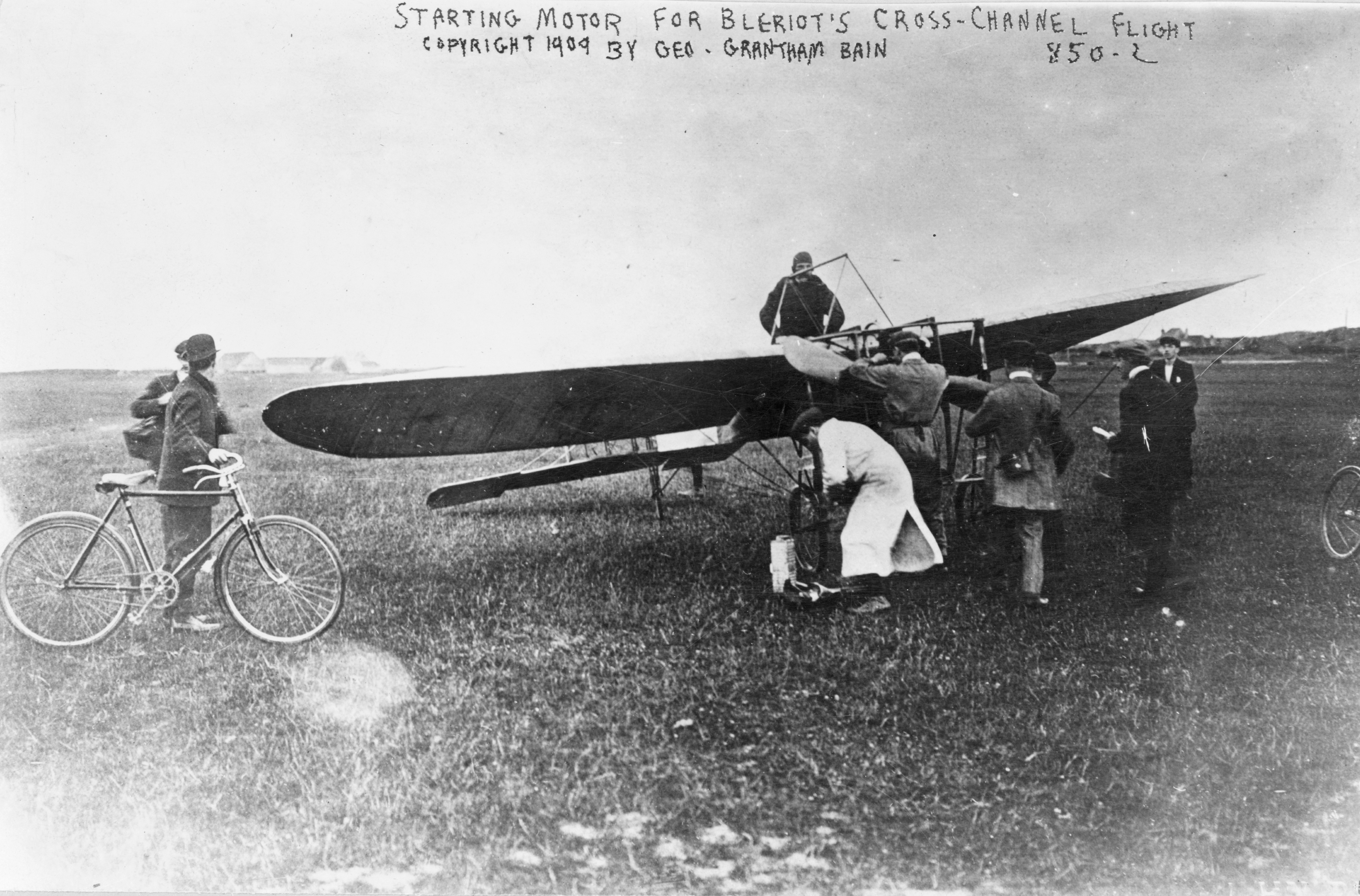
Dando partida no motor, 25 de Julho de 1909.

O prêmio de aviação Daily Mail, foi anunciado pela primeira vez em 1908, oferecendo um prêmio de £ 500, oferecido para um voo de travessia antes do final daquele ano. Quando 1908 passou sem nenhuma tentativa séria, o prêmio em dinheiro passou para £ 1 000 (mil libras esterlinas), e a oferta perdurava até o fim de 1909. Assim como alguns dos outros prêmios oferecidos pelo jornal, ele foi considerado por muitos apenas como uma maneira de divulgar o nome do jornal a baixo custo. O jornal francês Le Matin, chegou a comentar que "não havia chance do prêmio ser ganho".
O Canal da Mancha já havia sido cruzado anteriormente por um balão de hidrogênio não tripulado em 1784 e um outro tripulado por Jean-Pierre Blanchard e John Jeffries o seguiu em 1785.
Blériot tinha três rivais para o prêmio, sendo o mais sério, Hubert Latham, um cidadão francês pilotando um monoplano Antoinette IV. Os outros eram: Charles de Lambert, um aristocrata russo de ascendência francesa que era pupilo de Wilbur Wright, e Arthur Seymour, um inglês que possuía um biplano Voisin. De Lambert conseguiu estabelecer uma base em  Wissant, próximo à Calais, mas Seymour nada fez a não ser enviar sua inscrição ao Daily Mail. Lord Northcliffe, que fez amizade com Wilbur Wright durante as sensacionais demonstrações públicas de 1908 na França, ofereceu o prêmio na esperança de que Wilbur obtivesse a vitória. Wilbur queria fazer uma tentativa, e telegrafou para o irmão Orville nos Estados Unidos. Orville, que na época se recuperava de ferimentos graves devido a uma queda, respondeu pedindo que ele não fizesse uma tentativa antes que ele (Orville) pudesse vir à França para ajudar. Na época, Wilbur já tinha conquistado uma fortuna em prêmios em dinheiro relativos a recordes de altitude e duração dos voos, além de ter assegurado contratos para o "Wright Flyer" com franceses, italianos, britânicos e alemães. A sua turnê pela Europa estava praticamente completo no verão de 1909. Ambos os irmãos viram a tentativa de travessia do canal por apenas mil libras como de pouco interesse, considerando os perigos do voo.

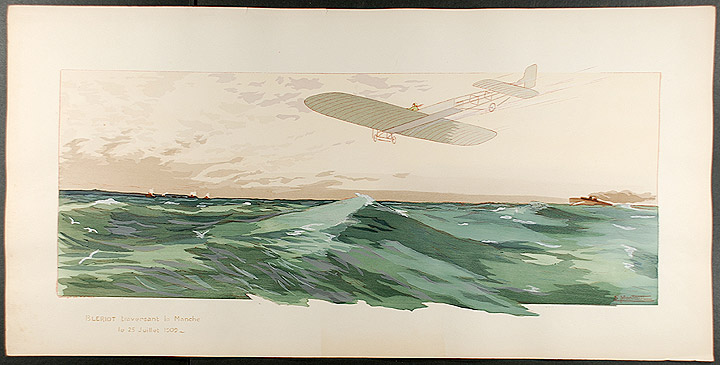
Blériot cruzando o Canal em 25 de Julho de 1909.

Latham chegou em Calais no início de Julho, e preparou sua base em Sangatte nas construções semi abandonadas de uma tentativa abandonada de escavar um túnel sob o canal. O evento foi objeto de grande interesse público: foi registrado que houve 10 mil visitantes em Calais, e um público similar em Dover, e a Marconi Company instalou um link de rádio especial para a ocasião, com uma estação em Cap Blanc Nez em Sangatte e a outra no telhado do Lord Warden Hotel em Dover. O público precisou esperar: os ventos estavam fortes e Latham não fez nenhuma tentativa até 19 de Julho, quando a 9,7 km do seu destino, o motor do seu avião teve problemas e ele foi forçado a fazer a primeira amerrissagem do Mundo. Latham foi resgatado pelo destroier francês Harpon. e levado de volta à França, onde ele ficou sabendo que Blériot havia entrado na competição. Blériot, acompanhado por dois mecânicos e seu amigo Alfred Leblanc, chegou à Calais em 21 de Julho e estabeleceu sua base numa fazenda próxima à praia em Les Baraques, entre Calais e Sangatte. No dia seguinte, um avião substituto para Latham foi enviado da fábrica Antoinette. Os ventos continuaram fortes até o dia 24, adiando a próxima tentativa.
Leblanc foi dormir a meia-noite, mas estava muito nervoso para dormir bem, e as duas da manhã já estava de pé, e julgando que as condições climáticas eram as ideais, acordou Blériot, que em geral era pessimista e precisou ser convencido a tomar o café da manhã. As três e meia, sua esposa Alice foi colocada a bordo do destroier Escopette, que deveria escoltar o voo.
As 4h15 da manhã do dia 25 de Julho de 1909, assistido por um público bastante animado, fez um voo curto de teste, e depois de receber um sinal de que o Sol havia saído (as regras da competição determinavam que o voo deveria ocorrer entre o nascer e o pôr-do-sol), ele decolou as 4h41 para a tentativa de travessia. Voando a aproximadamente 72 km/h e 76 m de altitude, ele iniciou a travessia do canal. Sem ter uma bússola, Blériot seguiu a direção do Escopette, que estava se dirigindo para Dover, mas ele logo perdeu o destroier de vista. A visibilidade havia piorado e mais tarde ele relatou: "por mais de dez minutos, eu estive sozinho, isolado, perdido no meio do mar imenso, e não via nada no horizonte e nenhum navio".

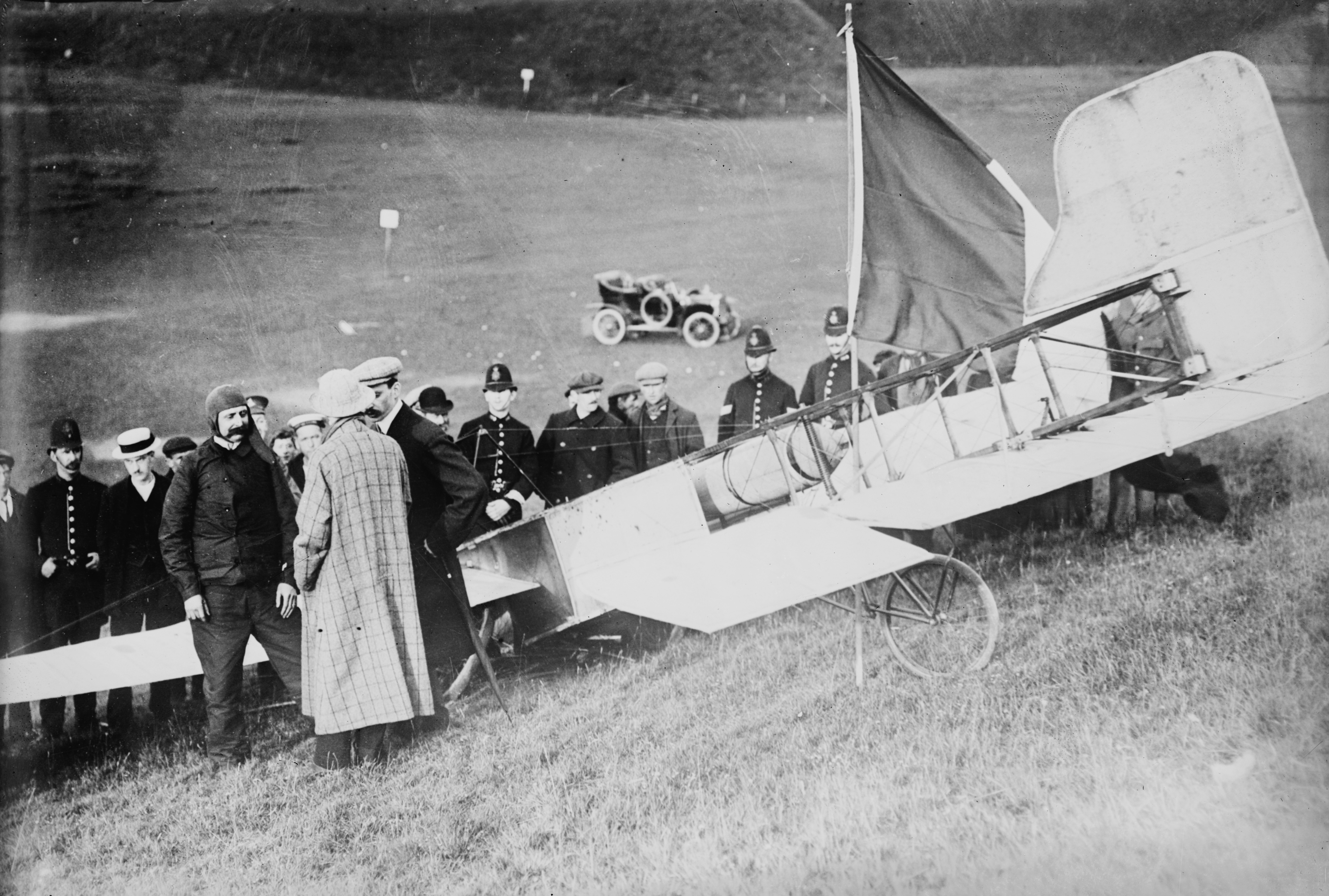
A situação logo depois do pouso de Blériot.

No entanto, ele avistou uma linha cinza (da costa inglesa), à sua esquerda; o vento tinha aumentado e o havia empurrado para Leste do curso pretendido. Alterando o curso, ele seguiu a linha da costa por cerca de 1,6 km até avistar Charles Fontaine, o correspondente do jornal Le Matin acenando uma grande bandeira tricolor como um sinal. Diferente de Latham, Blériot não havia visitado Dover para localizar um lugar apropriado para o pouso, e a escolha foi feita por Fontaine, que selecionou uma área de terra fofa chamada Northfall Meadow, perto de Dover Castle, onde havia um ponto baixo nas colinas. Uma vez sobre a área, ele circulou por duas vezes para perder peso e cortou o motor a uma altitude de cerca de 20 m, fazendo um pouso um tanto desastrado devido às rajadas de vento. O trem de pouso foi avariado, uma das lâminas da hélice destruída, mas Blériot saiu ileso. O voo durou 36 minutos e 30 segundos.
Notícias de sua partida foram enviadas por rádio a Dover, mas a expectativa geral era de que ele tentaria pousar na praia a oeste da cidade. O correspondente do Daily Mail, quando soube que Blériot havia pousado perto de Castle, foi até lá de carro em alta velocidade, e trouxe Blériot de volta ao porto, onde ele se encontrou com sua esposa. O casal, cercado pela torcida e fotógrafos, foi conduzido ao Lord Warden Hotel. Blériot tornou-se uma "celebridade instantânea".
O Memorial Memorial, a silhueta do avião feita em granito sobre a grama, marca o ponto do pouso sobre as colinas perto de Dover Castle.
Guilherme II, Imperador da Alemanha, fez uma declaração sobre este acontecimento que se tornou famosa na época: "A Inglaterra não é mais uma ilha".
"Esta transformação da geografia é uma vitória da navegação aérea sobre a navegação marítima. Um dia, talvez, graças a você, o avião atravessará o Atlântico". Trecho da carta em que Santos Dumont parabeniza Blériot.
Devido às suas realizações na aviação, Louis Blériot recebeu o brevê Nº 1 com data retroativa de 7 de janeiro de 1909 do Aéro-Club de France.

## Guerra e após

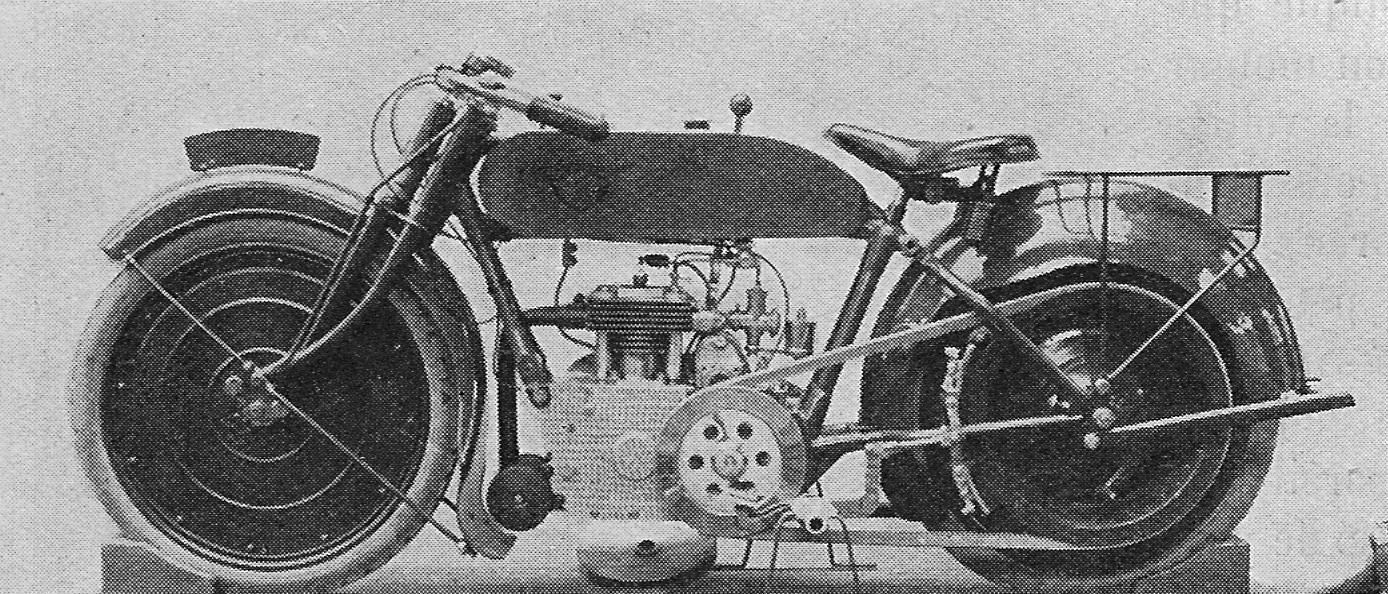
Moto Blériot modelo de 1920.

Nos anos da Primeira Guerra Mundial fabricou grande número de aviões militares para os aliados (mais de 10 000). Terminada a guerra, como a demanda por aviões foi grandemente reduzida, passou a fabricar motos em 1920. Suas motos inovadoras conquistaram admiração e sucesso comercial.

## Homenagem no espaço
Em sua homenagem, um asteroide recebeu a designação: 11248 Blériot.